# Murtijapur
Murtijapur (o Murtajapur, Murtazapur, Murtizapur) è una città dell'India di 38.551 abitanti, situata nel distretto di Akola, nello stato federato del Maharashtra. In base al numero di abitanti la città rientra nella classe III (da 20.000 a 49.999 persone).

## Geografia fisica
La città è situata a 20° 43' 60 N e 77° 22' 60 E e ha un'altitudine di 308 m s.l.m..

## Società

### Evoluzione demografica
Al censimento del 2001 la popolazione di Murtijapur assommava a 38.551 persone, delle quali 19.723 maschi e 18.828 femmine. I bambini di età inferiore o uguale ai sei anni assommavano a 4.931, dei quali 2.566 maschi e 2.365 femmine. Infine, coloro che erano in grado di saper almeno leggere e scrivere erano 29.390, dei quali 15.825 maschi e 13.565 femmine.